# Mangora moyobamba
Mangora moyobamba là một loài nhện trong họ Araneidae.
Loài này thuộc chi Mangora. Mangora moyobamba được Herbert Walter Levi miêu tả năm 2007.